# Jean-Pierre Olivier de Sardan
 (février 2021).
Jean-Pierre Olivier de Sardan (né en Languedoc, le 11 juillet 1941) est un anthropologue français et nigérien, directeur d'études à l'École des hautes études en sciences sociales à Marseille, directeur de recherches émérite au Centre national de la recherche scientifique, et professeur associé à l'Université Abdou-Moumouni (Niamey, Niger) où il a fondé le master de socio-anthropologie de la santé. Il conduit des recherches au Niger depuis les années 1960.

## Biographie
J.P. Olivier de Sardan a grandi à Paris où son père, conseiller d'État, était conseiller juridique.
Marié plusieurs fois, il a sept enfants. Il a obtenu la nationalité nigérienne en 1999.

### Études
Olivier de Sardan a étudié la science politique et l'anthropologie en France à partir de la fin des années 1950. Il est diplômé de l'Institut d’Etudes Politiques de Paris (Sciences Po) en 1961, il obtient une licence en sociologie à la Sorbonne en 1963 et soutient en 1967 un doctorat en ethnologie sous la supervision de Roger Bastide et d'André Leroi-Gourhan. Son doctorat d’État, dirigé par Jean Rouch, a été soutenu en 1982 sous la présidence de Georges Balandier.

#### Militant
Il a été actif dans la lutte contre la guerre du Vietnam (comme dirigeant des comités Vietnam de base) et en mai 1968, dans une mouvance « maoïste-althussérienne »[source insuffisante]. Il a aussi réalisé un film documentaire militant Palestine vaincra en 1970.

## Recherches
Pour son doctorat, il a étudié le changement social parmi le peuple Wogo du Niger, après avoir été d'abord recruté par Jean Rouch pour mener des entretiens avec ce groupe pendant près d'un an, en 1965. Au fil du temps, ses observations détaillées des populations Songhaï-Zarma ont évolué vers d'autres projets plus larges, mais toujours solidement ancrés empiriquement en Afrique : l'anthropologie de la santé ; l'anthropologie du développement ; et de façon générale une anthropologie des actions publiques et de la délivrance de biens et services collectifs. Il a été un pionnier dans l'usage de la méthode anthropologique pour l'étude des politiques publiques et de l'aide au développement en Afrique. Son approche non conventionnelle  de l'anthropologie l'a amené à collaborer avec des chercheurs d'autres disciplines (sociologie, histoire, science politique) et à produire des concepts innovants repris par d'autres chercheurs, comme « les modes locaux de gouvernance » ou « les normes pratiques ». Avec l'anthropologue allemand Thomas Bierschenk, il a développé un canevas d'enquête collective nommé ECRIS pour des recherches multi-chercheurs et multi-sites, qui a largement été repris en Afrique et ailleurs[source insuffisante].
Il a développé ses perspectives méthodologiques et épistémologiques sur le métier d'anthropologue dans un ouvrage consacré aux fondements empiriques des interprétations anthropologiques : « La rigueur du qualitatif ».

### Premiers travaux
Les premiers travaux de Jean-Pierre Olivier de Sardan portent sur l'étude anthropologique classique du peuple Wogo, habitant sur les rives du fleuve Niger. Il publie plusieurs ouvrages décrivant le langage et la culture des populations Songhaï-Zarma de la région, y compris leurs pratiques thérapeutiques et leurs anciennes relations d'esclavage.
Il a réalisé divers films ethnographiques, en particulier La Vieille et la pluie, premier film en version songhay intégrale.
Olivier de Sardan a également apporté des contributions à la compréhension du changement social et du développement des sociétés africaines, à travers des recherches empiriques[réf. souhaitée] au Niger, au Bénin, au Mali et d'autres pays encore (dont la Lozère, dans le sud de la France). Après quinze ans, il passe de la description ethnographique de sociétés de petite échelle à l'observation des modalités de l'incorporation de la "modernité" et des influences occidentales dans ces groupes, plus particulièrement à travers la mise en place de services publics et collectifs et l'aide au développement.
Dans son ouvrage publié en 1995,  Anthropologie et développement : essai en socio-anthropologie du changement social (traduit en anglais et en italien), il perfectionne  le champ de l'anthropologie du développement, prônant une anthropologie du développement de type « fondamental » (et non seulement « appliquée »), non normative, mettant en évidence les «dérives» des projets de développement et leurs effets inattendus, décrivant les représentations, les rôles et les logiques sociales de ceux que l'on appelle plus couramment les « acteurs du développement » (dans le jargon de l'aide internationale). Il se penche aussi sur leur implication par rapport aux structures politico-sociales déjà existantes[réf. souhaitée]. Un ouvrage collectif, paru en 2000, a été la première étude à se pencher sur les différents intermédiaires (« courtiers ») entre les sociétés locales et les agences d'aide internationales.

### Travaux récents
Ses travaux plus récents portent sur la décentralisation politique et économique et sa signification dans un contexte de sociétés stratifiées en Afrique (Olivier de Sardan et Tidjani Alou, 2009), ou sur les « élections au village » (2015). Il a également travaillé sur la corruption politique dans les contextes de pénurie de liquidités dans des économies africaines (Blundo et Olivier de Sardan, 2006). Il a aussi observé les différentes prestations médicales, traditionnelles comme occidentales, en Afrique de l'Ouest, et analysé les relations entre professionnels de santé et usagers des services de santé(Jaffré & Olivier de Sardan, 2003).
Ses derniers travaux portent sur les politiques publiques et les administrations africaines. Il s'intéresse plus particulièrement aux « modèles voyageurs » (politiques de développement et de santé standardisées) et à leur confrontation avec les contextes locaux où ils sont mis en oeuvre face à des acteurs ayant leurs propres logiques (« contextes pragmatiques »). Il a développé le concept de « normes pratiques » pour décrire les régulations informelles des pratiques routinières des fonctionnaires qui s'écartent des normes officielles[pas clair] (De Herdt et Olivier de Sardan, 2015; Olivier de Sardan et Piccoli, 2018). C'est aussi dans ce cadre  qu'il a codirigé avec Thomas Bierschenk un livre sur « l’État en chantier », et avec Valéry Ridde un livre sur « Les politiques publiques de santé ». En s'appuyant sur ces divers travaux et plus généralement sur les résultats des vingt  dernières années de recherches au  Niger et en Afrique de l'Ouest il a publié en 2021 un ouvrage majeur : "La revanche des contextes. Des mésaventures de l'ingéniérie sociale en Afrique et au-delà", qui analyse en profondeur les effets inattendus des interventions menées en vue de changer  les comportements et les organisations, lorsqu'elles confrontées aux contextes locaux où elles sont mises en œuvre, la complexité des normes pratiques des agents de terrain, la diversité des modes de gouvernance qui délivrent des services d'intérêt général, ou l'enchevêtrement des logiques sociales qui sous-tendent les pratiques d[es acteurs.
Olivier de Sardan a également écrit un livre épistémologique et méthodologique de référence sur la méthode anthropologique et les conditions d'une « rigueur du qualitatif » en sciences sociales (2008, traduction anglaise en 2015 et espagnole en 2018). Il a également souligné l'importance et la qualité des travaux empiriques menés sur le long terme.

### Structures
Toutes ses recherches depuis 2001 ont été menées depuis un centre de recherches qu'il a cofondé, le LASDEL de Niamey (Laboratoire d’études et de recherches sur les dynamiques sociales et le développement local).
Il a aussi contribué à fonder l'APAD (Association Euro-Africaine pour l’Anthropologie du Changement social et du Développement) et son journal Bulletin de l'APAD  (devenu aujourd'hui Anthropologie et Développement), et en a été le premier président[source insuffisante].
Ses archives de terrain sont déposées à la phonothèque de la Maison méditerranéenne des sciences de l'homme à Aix-en-Provence,  partagées avec le Laboratoire d'études et recherches sur les dynamiques sociales et le développement (LASDEL) de Niamey.

## Distinctions
- Chevalier des palmes académiques de la République du Niger, 2004
- Doctorat honoris causa de l'Université de Liège, 2012
- Chevalier de la Légion d'honneur de la République française, 2013[20].

- Un volume de mélanges publié en 2007 (Bierschenk T, G Blundo, Y Jaffre and M Tidjani Alou (eds.). 2007. Une anthropologie entre rigueur et engagement: essais autour de l'œuvre de Jean-Pierre Olivier de Sardan. Paris: Karthala.

## Quelques publications (ouvrages)
- Olivier de Sardan, J.P. 2023. L'Enchevêtrement des crises au Sahel.: Niger, Mali, Burkina Faso. Karthala
- Olivier de Sardan, J.P. 2021. La revanche des contextes. Des mésaventures de l'ingéniérie sociale en Afrique et au-delà. Karthala
- Olivier de Sardan, J.P. et Piccoli, E. (eds). 2018. Cash Transfers in Context. An anthropological perspective  Berghahn
- De Herdt, T. et Olivier de Sardan J.-P. (eds). 2015. Real governance and practical norms in Sub-Saharan Africa. The game of the rules. Routledge.
- Olivier de Sardan J.-P. 2015. Epistemology, fieldwork and anthropology. Palgrave.
- Olivier de Sardan J.-P. (ed). 2015. Élections au village. Une ethnographie de la culture électorale au Niger. Paris: Karthala.
- Bierschenk T. et Olivier de Sardan J.-P. (eds). 2014. States at Work. The Dynamics of African Bureaucracies. Leyden, Brill
- Olivier de Sardan J.-P. et Ridde, V. (eds). 2014.Une politique publique de santé et ses contradictions. La gratuité des soins au Burkina Faso, au Mali et au Niger. Paris: Karthala.
- Olivier de Sardan J.-P. et Tidjani Alou, M. (eds). 2009. Les pouvoirs locaux au Niger (Tome 1 : en attendant la decentralisation). Paris: Karthala.
- Olivier de Sardan J.-P. 2008. La rigueur du qualitatif. Les contraintes empiriques de l’interprétation socioanthropologique. Louvain-La-Neuve: Bruylant.
- Blundo G. et Olivier de Sardan J.-P. (eds) 2006. Everyday corruption and the state: citizens and public officials in Africa. London: Zed Books.
- Olivier de Sardan J.-P. 2005. Anthropology and development. Understanding contemporary social change. London: Zed Books.
- Olivier de Sardan Jean-Pierre, « État, bureaucratie et gouvernance en Afrique de l'Ouest francophone. Un diagnostic empirique, une perspective historique », Politique africaine, 2004/4 (N° 96), p. 139-162. DOI : 10.3917/polaf.096.0139. [lire en ligne]
- Blundo G. et Olivier de Sardan J.-P. (eds) 2003. Pratiques de la description. Paris: Éditions de l’EHESS (Enquête, vol. 3).
- Jaffré J. et Olivier de Sardan J.-P. (eds) 2003. Une médecine inhospitalière. Les difficiles relations entre soignants et soignés dans cinq capitales d'Afrique de l'Ouest. Paris: Karthala[21]
- Bierschenk T., J.-P. Chauveau & J.-P. Olivier de Sardan (eds.) 2000. Courtiers en développement: Les villages africains en quête de projets. Paris: Éditions Karthala[22].
- Olivier de Sardan J.-P. et Y. Jaffré. (eds) 1999. La construction sociale des maladies. Les entités nosologiques populaires en Afrique de l'Ouest. Paris: PUF.
- Bierschenk T. et Olivier de Sardan J.-P. (eds) 1998. Les pouvoirs au village: le Bénin rural entre démocratisation et decentralisation. Paris: Karthala.
- Olivier de Sardan J.-P. 1995. Anthropologie et développement : essai en socio-anthropologie du changement social. Paris: Karthala.
- Olivier de Sardan J.-P. et E. Paquot (eds.) 1991. D'un savoir à l'autre: les agents de développement comme médiateurs. Paris, GRET- Ministère de la Coopération.
- Boiral, P. Lantéri, J.F. et Olivier de Sardan J.-P. (eds.). 1985. Paysans, experts et chercheurs en Afrique noire: sciences sociales et développement rural. Paris: Karthala.
- Olivier de Sardan J.-P. 1984. Les sociétés songhay-zarma (chefs, guerriers, esclaves, paysans…). Paris: Karthala.
- Olivier de Sardan J.-P. 1982  Concepts et conceptions songhay-zarma (histoire, culture, société), Paris: Nubia.
- Olivier de Sardan J.-P. 1976. Quand nos pères étaient captifs (récits paysans du Niger). Paris: Nubia.
- Olivier de Sardan J.-P. 1969. Système des relations économiques et sociales chez les Wogo du Niger. Paris: Institut d'ethnologie.
- Olivier de Sardan J.-P. 1969. Les voleurs d'hommes (notes sur l'histoire des Kurtey). Paris-Niamey: Études Nigériennes.
- Olivier de Sardan J.-P. 1965. Les Wogos du Niger. Paris-Niamey: Études Nigériennes.
- 25 Lettres au président Mohamed Bazoum: Philosophe, prisonnier et résistant, Geneviève Goëtzinger, Mamadou Ismaïla Konaté, préface de Jean-Pierre Olivier de Sardan, Khartala, 2024.

### Liens connexes
- Aide au développement
- Économie du développement
- Sociologie du développement